# Calor (Julio Iglesias)
Calor è un album in studio del cantante spagnolo Julio Iglesias, pubblicato nel 1992.

## Tracce
1. Milonga Medley: Milonga Sentimental / Vivo – 4:05 (Ramón Arcusa / Homero Manzi / Sebastián Piana)
2. Lia – 3:59 (José María Cano)
3. A Caña y a Cafe – 4:24 (José Luis Perales)
4. La Quiero Como Es – 4:07 (Ramón Arcusa)
5. De Domingo a Domingo – 3:21 (Ramón Arcusa)
6. Uno – 4:37 (Enrique Santos Discépolo / Mariano Mores)
7. Y Aunque Te Haga Calor – 3:49 (José María Cano)
8. Me Ama Mô – 3:35 (Zé Catimba / Martinho da Vila)
9. Somos – 3:44 (Mario Clavel)
10. Esos Amores – 3:43 (Roberto Livi / Rudy Pérez)